# 愛媛現代朝鮮問題研究所
愛媛現代朝鮮問題研究所は、朝鮮民主主義人民共和国およびチュチェ思想を研究する学術団体である。代表は名田隆司であり、彼はえひめ高齢者協同組合専務理事や愛媛チュチェ思想研究連絡会代表も務める。「さらむ・さらん社」という出版社を運営し、そこから朝鮮民主主義人民共和国を賛美する書籍、朝鮮問題に関する書籍を出版している。